# Hispanoáfrica

Mapa de Hispanoáfrica.

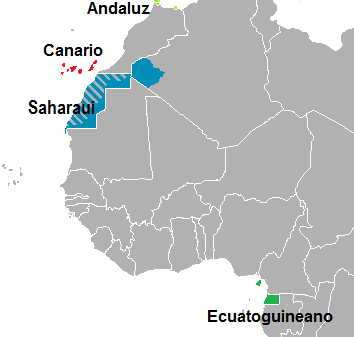
Dialéctos del español en la región.

Idioma español en África

Hispanoáfrica o África hispana se refiere a la región cultural integrada por los países y territorios de África en donde existe o existió presencia oficial del idioma español y de otros componentes de la cultura hispana. Su gentilicio es «hispanoafricano».
«Hispanoáfrica» e «hispanoafricano» son neologismos utilizados en el contexto académico; ni están recogidos por el diccionario de la Real Academia Española ni son de uso común. Se construyen en analogía con los términos «Hispanoamérica» e «hispanoamericano». Estos dos términos son utilizados principalmente en el campo de los estudios lingüísticos y literarios.
Hispanoáfrica está integrado por dos grupos de territorios de acuerdo con su relación con España como potencia colonizadora y la implementación del español como lengua oficial:
1. Territorios que forman parte de España y se encuentran geográficamente en África. En este caso el español es el único idioma oficial y se habla mayoritariamente. Estos territorios son tres:
  1. Canarias, una comunidad autónoma conformada por el archipiélago del mismo nombre, en la cual el idioma oficial y mayoritario es el español.
  2. Las ciudades de Ceuta y Melilla (también llamadas Plazas Mayores), en las cuales el idioma oficial y mayoritario es el español, aunque hay presencia de otras lenguas, en Ceuta el árabe marroquí y en Melilla el idioma rifeño.
  3. Las Plazas de Soberanía (también llamadas Plazas Menores): las islas Chafarinas, las islas Alhucemas y el peñón de Vélez de la Gomera. En estas plazas no hay población permanente, solo efectivos del ejército español que se comunican usualmente en español.
2. Territorios que formaron parte de España como colonia o como provincias y en los cuales el español es una de las lenguas oficiales:
  1. Guinea Ecuatorial (que se llamaba «Guinea Española» antes de la independencia). El español es la lengua oficial junto al portugués y el francés, pero el uso de estos dos idiomas es minoritario y su declaratoria como idiomas oficiales se debe a razones de cortesía hacia poblaciones migrantes, motivaciones económicas y políticas, no a la realidad lingüística. El español ha sido el idioma de la administración, el sistema escolar y los medios de comunicación. Funciona la Academia Ecuatoguineana de la Lengua Española y palabras ecuatoguineanas han sido admitidas en el Diccionario de la Real Academia Española. El uso del español es mayoritario; pero compite con lenguas aborígenes, principalmente bantúes, entre las que sobresale el fang.
  2. La República Árabe Saharaui Democrática (RASD) que es un Estado con reconocimiento limitado. Este territorio ha tenido varias denominaciones a través de la historia: Sahara español, Sahara Occidental y África Occidental Española. También ha tenido diversos estatus políticos: desde una colonia hasta una provincia española. Hay discusiones sobre el límite de estos territorios y la zona sur del protectorado español en Marruecos. Actualmente incluye dos zonas: la Zona Libre (Territorios liberados) en control de la RASD y las provincias meridionales en control de Marruecos. Actualmente la RASD, gobernada por el Frente Polisario, incluye dos territorios la Zona Libre y los campos de refugiados de la provincia de Tinduf (que se encuentran en Argelia). En ambos territorios, el español tiene estatus oficial junto al árabe. Sin embargo, en la práctica, la población tiene el árabe como lengua materna, específicamente la variedad hassanía. También se habla francés, por su cercanía geográfica, política y cultural con Argelia (particularmente, existencia de campos de refugidados en la provincia argelina de Tinduf), además por la importancia de Francia en el Magreb debido al reparto de África por parte de Europa.

Podría discutirse si incluir dentro de Hispanoáfrica a Marruecos, específicamente las regiones que formaron parte del Protectorado español de Marruecos (1912-1958) (conformado por la zona norte y la zona sur) y las provincias meridionales producto de la ocupación marroquí del Sahara Occidental (hay diversas interpretaciones entre el límite entre el Sahara Occidental y la zona sur del protectorado).
En argumento a favor de incluirlo es que en estas regiones el idioma oficial era el español. Debido a la cercanía geográfica y económica con España y las relaciones históricas con ese país, el español es una lengua minoritaria, aunque compite con el francés debido al Protectorado francés en Marruecos y en general a la influencia del francés en África, y específicamente en el Magreb.
Un argumento en contra de incluirlo es que actualmente el idioma oficial es el árabe, por lo que no se puede considerar como Hispanoáfrica, pues en analogía con Hispanoamérica, debería incluir aquellos territorios que tienen como lengua oficial al español y no solamente formaron parte del Imperio Español
El Protectorado Español de Marruecos incluía dos zonas:
- La zona norte, que incluía las regiones del Rif y Yebala

- La zona sur, también conocida como Cabo Juby e Ifni, ambos territorios fueron considerados -en diferentes etapas históricas- parte del Protectorado español de Marruecos o parte del África Occidental Española (por lo tanto parte de España).

Además de la Provincias Meridionales que eran parte del Sahara Español y, por lo tanto, una provincia de España. Hay discusiones si algunos territorios pertenecían a la zona norte, el protectorado (por lo tanto, parte de Marruecos) o pertenecían al Sahara Español (por lo tanto, en su última etapa histórica, parte de España, no como una colonia sino como una provincia)
Un capítulo aparte lo conforman los países africanos que han tenido una relación cultural y militar con países hispanoamericanos, específicamente con Cuba, como es el caso de la República Árabe Saharauí Democrática y Angola, en particular la provincia de Luena. También, un capítulo aparte lo constituye el estudio del español en los diversos países africanos.

## Tabla de hablantes por países
| Pos.         | Países            | Países            |               |           | Lengua materna | Lengua materna | Lengua materna | Dominio nativo | Dominio nativo | Dominio nativo | Total (incluidos hablantes con competencia limitada) | Total (incluidos hablantes con competencia limitada) | Total (incluidos hablantes con competencia limitada) |
| Pos.         | Países            | Países            | Población     | Población | %              | %              | Hablantes      | %              | %              | Hablantes      | %                                                    | %                                                    | Hablantes                                            |
| ------------ | ----------------- | ----------------- | ------------- | --------- | -------------- | -------------- | -------------- | -------------- | -------------- | -------------- | ---------------------------------------------------- | ---------------------------------------------------- | ---------------------------------------------------- |
| 1            | España            | Canarias          | 2 176 412     | [ 19 ]    |                | [ 20 ]         | 2 176 412      |                | [ 20 ]         | 2 176 412      | 2 342 733                                            | 2 342 733                                            | 2 342 733                                            |
| 1            | España            | Melilla           | 85 159        | [ 19 ]    | 70 %           |                | 59 611         | 99 %           | [ 20 ]         | 84 307         | 2 342 733                                            | 2 342 733                                            | 2 342 733                                            |
| 1            | España            | Ceuta             | 82 566        | [ 19 ]    | 72 %           | [ 21 ]         | 59 448         | 98,3 %         | [ 21 ]         | 81 162         | 2 342 733                                            | 2 342 733                                            | 2 342 733                                            |
| 2            | Marruecos         | Marruecos         | 35 601 000    | [ 22 ]    |                | [ 23 ]         | 12 744         | 12 744         | 12 744         | 12 744         |                                                      | [ 24 ] [ 25 ]                                        | 1 729 108                                            |
| 3            | Guinea Ecuatorial | Guinea Ecuatorial | 1 505 588     | [ 26 ]    | 13.7 %         | [ 27 ]         | 206 266        | 74 %           |                | 1 114 135      | 87.7 %                                               | [ 28 ]                                               | 1 320 401                                            |
| 4            | Costa de Marfil   | Costa de Marfil   | 25 823 071    | [ 29 ]    |                |                |                |                |                |                |                                                      | [ 18 ]                                               | 566 178                                              |
| 5            | Benín             | Benín             | 11 733 059    | [ 30 ]    |                |                |                |                |                |                |                                                      | [ 18 ]                                               | 412 515                                              |
| 6            | Argelia           | Argelia           | 43 378 027    | [ 31 ]    |                | [ 32 ]         | 782            |                | [ 33 ]         | 175 000        |                                                      |                                                      | 223 422                                              |
| 7            | Senegal           | Senegal           | 16 209 125    | [ 34 ]    |                |                |                |                |                |                |                                                      | [ 18 ]                                               | 205 000                                              |
| 8            | Camerún           | Camerún           | 24 348 251    | [ 35 ]    |                | [ 36 ]         | 1377           |                | 1377           |                |                                                      | [ 18 ]                                               | 194 095                                              |
| 9            | Gabón             | Gabón             | 2 172 579     | [ 37 ]    |                |                |                |                |                |                |                                                      | [ 18 ]                                               | 167 410                                              |
| 10           | Sahara Occidental | Sahara Occidental | 597 000       | [ 38 ]    |                |                |                |                |                |                |                                                      | [ 39 ]                                               | 22 000                                               |
| 11           | Madagascar        | Madagascar        | 26 154 000    | [ 40 ]    |                |                |                |                |                |                |                                                      | [ 41 ]                                               | 8200                                                 |
| 12           | Túnez             | Túnez             | 11 722 038    | [ 42 ]    |                |                |                |                |                |                |                                                      | [ 41 ]                                               | 4904                                                 |
| 13           | Namibia           | Namibia           | 2 458 936     | [ 43 ]    |                |                |                |                | [ 44 ]         | 3870           |                                                      |                                                      | 3969                                                 |
| 14           | Egipto            | Egipto            | 99 963 200    | [ 45 ]    |                |                | 4904           |                | [ 46 ]         | 3500           |                                                      |                                                      |                                                      |
| Total África | Total África      | Total África      | 1 460 481 800 | [ 47 ]    | 1,72 %         | [ 48 ]         | 2 521 544      | 2,49 %         |                | 3 651 130      | 4,92 %                                               | [ 49 ] [ 50 ]                                        | 7 199 935                                            |

## Territorios en África que forman parte de España
Los territorios de España que se encuentran geográficamente en África, que se subdividen en tres: Canarias (que forma una comunidad autónoma dentro del España), Ceuta y Melilla (cada una conforma una ciudad autónoma española también llamadas Plazas Mayores) y las Plazas de Soberanía (también llamadas Plazas Menores).

### Canarias
Canarias es una comunidad autónoma dentro del España constituido en 1982 mediante Estatuto de Autonomía de Canarias (Ley Orgánica 10/1982). Además, tiene el estatus de nacionalidad histórica. 
El dialecto canario o habla canaria es la modalidad del español propia de las islas Canarias (España), utilizada por los aproximadamente dos millones de hablantes. 
La situación geográfica de Canarias, que ha convertido al archipiélago en un histórico lugar de paso y puente entre culturas e  idiomas, ha motivado la presencia de términos de origen inglés, francés, portugués y árabe, así como de procedencia americana. También, los aborígenes canarios que poblaron las islas con anterioridad a su conquista europea dejaron su impronta.
El dialecto más similar al canario, dado el vínculo histórico entre ambas zonas, es el dialecto caribeño, hablado en Cuba, Puerto Rico, La Española (República Dominicana), y la costa del mar Caribe (Venezuela, Panamá y el norte de Colombia).
También, el habla canaria tiene similitudes con el español del sur de la península ibérica, especialmente Andalucía Occidental (dialecto anduluz).

### Ceuta y Melilla (Plazas mayores)
Ceuta y Melilla cada una conforman una ciudad autónoma española, también llamadas Plazas Mayores en contraposición con las plazas menores, llamadas actualmente plazas de soberanía.
Históricamente se remontan a las Plazas Fuertes que fueron asentamientos de los europeos cristianos en el África mediterránea desde la Edad Media. Fueron creadas principalmente por España y Portugal, aunque también las hubo de Inglaterra (Tánger) e italianas (Gerba y Tabarka).

#### Ceuta
En el caso de Ceuta, el idioma oficial y común de todos los ceutíes es el español. Se usa especialmente la variedad andaluza.
De acuerdo con el INE, el 95.5% de la población de Ceuta habla "correctamente" el español. Por otro lado, en esta ciudad, el árabe alcanza el 25,6%, el inglés es hablado por el 8,3% y el francés es hablado por el 3% debido a la relaciones históricas entre el Magreb y Francia.
La variante del árabe que se emplea es llamada árabe marroquí (magrebí o dáriy), pero a la variante específica que se usa en Ceuta se le llama árabe ceutí.

#### Melilla
En Melilla, el español es la lengua oficial, es hablada por la mayoría de la población melillense y es, además, la lengua materna de siete de cada diez habitantes. El español de esta ciudad se ubica dentro de la variedad andaluza.
De acuerdo  con INE, el 93,4% de los melillenses tiene un buen conocimiento del español. Por otro lado, el 7,1% tiene un buen manejo del árabe (específicamente el árabe marroquí), un 6,5% del inglés, un 5,4% del tamazig (o idioma rifeño, que es una variedad del bereber) y un 2,6% del francés debido la presencia histórica del Francia en el Magreb.

#### Plazas de soberanía
Plazas de soberanía es el término histórico con el que se denominan desde el siglo XIX a los territorios españoles situados en el norte de África, en contraposición a las áreas que constituían el protectorado español de Marruecos.
Históricamente, las plazas de soberanía, supervivientes de las antiguas plazas fuertes de África, subdivididas habitualmente entre: las plazas mayores (Ceuta y Melilla) y las plazas menores (las islas Chafarinas, las islas Alhucemas y el peñón de Vélez de la Gomera).
Pero, en la actualidad, esta nomenclatura se utiliza únicamente para la  identificación de las islas y peñones (o sea las plazas menores) frente a la costa norte de Marruecos y no para referirse a las ciudades autónomas de Ceuta y Melilla.
Las Plazas menores son islotes situados junto a la costa septentrional de África, sin población civil pero con efectivos militares permanentes. Debido a esta situación y al escaso tamaño de los territorios, todos están directamente gobernados desde Madrid por el Gobierno de España, y constituyen un caso único en el país debido a que, a diferencia de otros islotes (como Alborán, que pertenece a la provincia de Almería, o Tabarca, que pertenece a la provincia de Alicante), estos no pertenecen ni a las ciudades autónomas ni tampoco a ninguna comunidad, por lo que se les otorga un estatus especial.
Debido a la presencia de efectivos del ejército español es idioma oficial y utilizado mayoritariamente es el español.
Aparte de las islas Chafarinas, las islas Alhucemas y el peñón de Vélez de la Gomera, a veces se considera  Perejil, un islote deshabitado situado cerca de la península tingitana, a pocos metros del litoral marroquí. En otras palabras, este islote ha sido frecuentemente calificado como una plaza de soberanía.
En la actualidad, tras el incidente militar que enfrentó a España y Marruecos en 2002, fruto del acuerdo suscitado entre ambos países, en la isla no existe ni presencia militar ni ningún símbolo de soberanía.

## Territorios en África que formaron parte de España
Dos territorios formaron parte de España: Guinea Ecuatorial (antigua Guinea Española) y la República Árabe Saharaui Democrática que es un Estado con reconocimiento limitado formado por la antigua provincia española del Sahara español

### Guinea Ecuatorial
Los españoles obtuvieron los primeros territorios en esta zona por el Tratado de San Ildefonso de 1777 y el Tratado de El Pardo de 1778. Tras años de relativo abandono en los que incluso hubo una breve ocupación inglesa, se afianzó la posesión española tras una expedición de Juan José Lerena y Barry a Fernando Poo (actual Bioko) en 1843.
Guinea Ecuatorial se formó a partir de la unión de tres: la zona continental llamada Río Muni (protectorado español desde 1885 y colonia desde 1900, delimitado por el Tratado de París), la isla de Fernando Poo (colonia desde 1843) y las islas de Elobey, Annobón y Corisco (protectorado desde 1843 y colonia desde 1903).
Primero se les denominó Territorios Españoles del Golfo de Guinea, en 1926 la denominación oficial fue sustituida por Guinea Española y en 1963 se renombró como Guinea Ecuatorial, luego de la independencia en 1968 se mantuvo esta denominación.
Los idiomas oficiales de Guinea Ecuatorial, en orden histórico, son: en primer lugar el español, en segundo el francés, en tercero, recientemente incorporado, el portugués. Pero, el 61,6 % habla español, 2,4 % habla francés y solo un 1,2 % habla portugués. El estatus del francés, especialmente y del portugués, en cierta medida (exceptuando la realidad histórica y demolingüística lusáfricana de la isla de Annobón) como lenguas oficiales se debe a razones económicas y no a la realidad lingüística.
El francés se adoptó como lengua oficial, aunque en la práctica su uso es muy minoritario, para poder pertenecer a la Organización Internacional de la Francofonía, con los beneficios de aperturas de mercado que ello significa, incluida la adopción del franco CFA.
Luego de la adopción del portugués como lengua oficial, en el 2014 Guinea Ecuatorial es miembro pleno de la Comunidad de Países de Lengua Portuguesa (CPLP),  pese a que su uso es prácticamente inexistente salvo en la isla de Annobón, en donde se habla el annobonense, derivado del portugués.
El  español es idioma de la admistación y del sistema educativativo, pero en la vida cotidiana convive con idiomas aborígenes entre los que sobresale el fang (22,2 % de la población) y bubi (6,7 % de la población).
El fang es una lengua bantú hablada por cerca de un millón de personas, la mayoría de ellas en Guinea Ecuatorial y el norte de Gabón, donde es la lengua dominante; el fang también se habla en el sur de Camerún, la República del Congo y pequeñas fracciones de las islas de Santo Tomé y Príncipe. Bajo el mandato del presidente Macías Nguema, el fang fue la única lengua oficial de Guinea Ecuatorial por un breve periodo, pero esto fue revertido tras su derrocamiento.
Por otra lado, el bubi es otra lengua bantú hablada por los bubis, un pueblo bantú de la isla de Bioko, y que en su día fue el principal habitante de la misma. La lengua llegó a Bioko desde el África continental hace más de tres mil años, cuando los bubis empezaron a llegar a la isla.  La lengua también es hablada por los bubis de Gabón y Camerún.
Otras lenguas batúes de la zona A, además del fang y el bubi son el benga, el batanga, el yasa, el kombe o ngumbiy, el kwasio y el seki. También lenguas batúes de la zona B como el igbo y el balengue.
Además, hay dos lenguas desarrolladas autóctonamente cuyo origen y desarrollo se debe al contacto con los colonizadores europeos:
- El annobonés que un portugués criollo portugués hablado en las islas de Annobón y Bioko. Este idioma a su vez se basa en el forro que es una lengua criolla portuguesa minoritaria hablada en Santo Tomé y Príncipe;  luego, este idioma se mezcló con el español.
- El pichi (pichinglis) que es un inglés hablada en la isla de Bioko, se deriva de la lengua criolla krio desde Sierra Leona. Sin tormar en cuenta el español, algunos consideran que el pichi es el segundo idioma más hablado en el país, solo por detrás del fang y seguido de cerca por el bubi. El piche es empleado principalmente por los fernandinos, grupo étnico establecido en Bioko.

No existe una escritura unificada de los idiomas autóctonos y criollos, por lo que el español sobresale en la escritura. Además, se emplea en la administración y la educación.

### República Árabe Saharaui Democrática
República Árabe Saharaui Democrática (RASD) que es un Estado con reconocimiento limitado formado a partir de la antigua provincia española del Sahara español . Además, se le podría sumar las zonas de presencia saharaui en Argelia.
En términos oficiales, el árabe y el español son los idiomas oficiales. En la práctica, el árabe es la lengua materna,  específicamente la variedad hassanía, y el español se enseña el sistema escolar como una segunda lengua y como signo de identidad en contraposición de Marruecos y Argelia. También, se enseña francés como lengua extranjero debido las relaciones del Frente Polisario con el gobierno de Argelia y, en general, por la importancia de este idioma en el Magreb.
La RASD está establecida en dos sectores diferenciados.
En primer lugar Zona Libre que es la única zona controlada por la República Árabe Saharui Democrática, pues el resto lo constituyen las provincias meridionales que están poder de Marruecos.
La Zona Libre, también conocida como Territorios Liberados, es un término utilizado por el Frente Polisario para describir la parte del Sahara Occidental bajo su control y que se encuentra al este del muro fronterizo marroquí y al oeste y al norte de las fronteras con Argelia y Mauritania, respectivamente. La población de la Zona Libre se estima en unas 30 000 personas.
Luego de la salida de España del Sahara Español en 1975, comenzó la guerra del Sahara Occidental entre el Polisario y Marruecos. En 1991 entró en vigor un alto al fuego propuesto por las Naciones Unidas (sobre una propuesta previa de la OUA) y dividió en territorio provisionalmente entre el Frente Polisario y Marruecos.
La Zona Libre está separada del resto del territorio del Sahara Occidental por un muro de 2 200 kilómetros, protegido por uno de los mayores campos de bombas terrestres del mundo. Muro marroquí, Muro de seguridad o Muro del Sahara Occidental es un conjunto de ocho muros defensivos de una longitud superior a los 2720 km que construidos por Marruecos entre las provincias meridionales y la Zona Libre.
Ha habido negociaciones para acabar totalmente con este conflicto, pero en este momento están en un punto muerto. 
En segundo lugar al territorio saharaui propiamente dicho se le podrían sumar los campos de refugiados de la provincia de Tinduf, en Argelia.
El censo de ACNUR de 2018 señaló una población de 173.600 habitantes, distribuidos de la siguiente maneraː 50.700 Esmara (29%), 50.500 El Aaiún (29%), 36.400 Auserd (21%), 19.500 Dajla (11%), 16.500 Bojador (10 %).
El origen de la población de mayor edad es el Sahara español. Pero, debido a la antigüedad de los campos de refugiados, los habitantes más jóvenes nunca han estado el Sahara Occidental.